# 露土戦争 (1806年-1812年)
露土戦争（ろとせんそう、1806年 - 1812年）は、ロシア帝国とオスマン帝国との間で起こった戦争のひとつ（他の露土戦争については、「露土戦争」を参照）。日本では、この戦争をあらわすのに「第三次露土戦争」の用語もよく用いられる。

## 経緯と背景
バルカン半島において、「カラジョルジェ（黒いジョルジェ）」の異名をもつジョルジェ・ペトロヴィチが1804年よりオスマン帝国への反乱（第一次セルビア蜂起）を指導しており、かれらセルビア人たちはロシアからの支援を当てにしていた。また、ボスニアやブルガリアでも反乱が起こったが、これらの鎮圧をめぐってロシアが介入した
。1806年、オスマン帝国は支配下のワラキアとモルダヴィア両公国において、親ロシア派の公（それぞれコンスタンティン・イプシランティと、en:Alexander Mourouzis）を罷免し、また、キュチュク・カイナルジ条約の規定を破ってボスポラス海峡およびダーダネルス海峡のロシア商船の自由通航権を停止した。これに対し、ロシア軍はワラキアとモルダヴィアを占領してこれに対抗し、両国は戦争状態に入った。
これに先だってロシアは第三次対仏大同盟の一員としてナポレオン戦争を戦っていた。同盟国は、 グレートブリテンおよびアイルランド連合王国（イギリス）、 オーストリア帝国（神聖ローマ帝国）、ナポリ王国、スウェーデン王国、ポルトガル王国であった。ロシアのツァーリ（皇帝）、アレクサンドル1世は、ロシアが1805年12月のアウステルリッツの戦いと1807年6月のフリートラントの戦いで大損害を出したことから、この戦争への深入りを回避しようとしてナポレオン1世と秘密裏に接触し、1807年7月、ティルジットの和約を結んで同盟を離脱し、ほかの敵と交戦できるようになった。フランス帝国との協調関係を築いたロシア帝国は、この時期、1805年にペルシャのガージャール朝に対して宣戦布告し、1807年にはイギリスとの間で英露戦争、さらに1808年から1809年にかけてはスウェーデンとの間に第二次ロシア・スウェーデン戦争（フィンランド戦争）を戦った。
一方のオスマン帝国は、ナポレオンが地中海政策の一環として1798年に敢行したエジプト・シリア戦役により反フランス陣営に加わっていた。これがロシア帝国も参加した第二次対仏大同盟であった。フランスのシリア侵攻は失敗し、1801年にはエジプトからも撤退を余儀なくされた。オスマン帝国は、第三次対仏大同盟には加わっていなかったが、ナポレオン撤退後に属領エジプトでムハンマド・アリーが勃興し、1805年には帝国から自立する形勢を示すなど深刻な事態に陥っていた。

## 戦闘とオスマン帝国の政変
ロシアとトルコの戦闘はドナウ川沿岸のバルカン半島とカフカーズの東西両国境地帯で戦われたが、バルカンにおいては当初、アーヤーン（地方有力者）たちの活躍によって、むしろオスマン帝国有利の状況がつづいていた。しかし、改革派のスルタン（第28代皇帝）セリム3世によって派遣された「新秩序」（ニザーム・ジェディード）の軍隊（西洋式新軍隊）が前線に向けて進発すると、バルカン半島のアーヤーンたちは、1806年6月、エディルネに集結して洋式軍の進軍を阻止する構えをみせた。このような状況は、セリム3世の改革政治に不満をもつ保守派官僚たちをおおいに喜ばせた。守旧派の煽動によってイェニチェリを構成員とするボスポラス海峡警備兵が反乱を起こし、改革政治の全面停止、シャリーア（イスラーム法）の施行、セリム3世の退位を求めた。これにより、1807年5月、セリム3世は廃位され、ムスタファ4世が即位した。一方のロシアでは、一線を退いていた往年の名将ミハイル・クトゥーゾフが復帰し、ピョートル・バグラチオンとともにモルダヴィア軍を指揮して軍功をあげた。
この戦争中、オスマン帝国では幽閉中のセリム3世が新帝ムスタファ4世の手の者によって1807年に殺され、そのムスタファ4世も1808年、改革派の擁立するスルタン（第30代皇帝）マフムト2世に廃され、さらに死に追い込まれるなど政局が定まらなかった。1807年にはセルビア北部にあったオスマン帝国側の要塞ウジツェがセルビア人の手によって陥落するなど、しだいにオスマン側の敗色が濃くなっていった。

## 仏露関係の悪化
ロシア帝国は5年にわたるフランスとの協調関係で利益を得たものの、仏露両国の緊張はゆるむことがなかった。
ティルジット条約によってイギリスと断交したロシアであったが、イギリスへの第一次産品の輸出やイギリスからの工業製品・植民地産品の輸入の多かったロシア経済は深刻な打撃を受け、貴族や商人層のあいだには不満と反フランス感情が高まった。また、1808年の会談でナポレオンは嫡子の生まれない皇后ジョゼフィーヌ・ド・ボアルネと離婚して皇帝アレクサンドル1世の妹との結婚を申し込んだが、ロシアは婉曲に拒否している。1809年のワグラムの戦いでは、オーストリアがナポレオン軍に大敗したが、ロシアは同盟国フランスよりもオーストリアに対し好意的な態度を示した。1810年、ナポレオンはオーストリアの皇女マリア・ルイーザ（マリー・ルイーズ）と結婚してオーストリアとの関係を深め、北ドイツのオルデンブルク公国を併合したが、これはロシアをおおいに刺激することとなった。ロシアはイギリスとの関係を改善し、中立国に対して国内の港湾を開放するなどナポレオンの対英政策に公然と非協力的な態度を示すようになった。

## 講和
1812年、ナポレオンがロシア遠征を企図しているとの報が伝わると、ロシアでは対トルコ戦の継続は無理な状況となった。一方のオスマン帝国内部でも、新帝マフムト2世が推進しようとする政治改革と対保守派抗争のためには、ロシアとの戦争は足かせとなった。こうして、ロシア帝国・オスマン帝国の両国は1812年5月にワラキア（現ルーマニア）の都市ブカレストでブカレスト条約を結び、ロシアがベッサラビアを併合し、ワラキアおよびモルダヴィアをオスマン帝国に返還、オスマン帝国はセルビアに対し若干の自治を与えるという条件で講和した。セルビアがごく限定的なものであれ自治を獲得したことは、のちの独立への足がかりを築くものであった。